# Post hoc ergo propter hoc
Post hoc ergo propter hoc (от латински: „след това, следователно поради това“) е неформална грешка, която гласи: „Тъй като събитието Y е последвало събитието X, събитието Y трябва да е било причинено от събитието X“. Често тя се съкращава просто като грешка post hoc. Логическа грешка от сорта на съмнителната причина, тя се различава едва доловимо от грешката cum hoc ergo propter hoc („с това, следователно поради това“), при която две събития се случват едновременно или хронологичната последователност е незначителна или неизвестна.
Post hoc е особено съблазнителна грешка, защото корелацията изглежда предполага причинно-следствена връзка. Грешката се състои в това, че заключението се основава единствено на последователността на събитията, вместо да се вземат предвид други фактори, потенциално отговорни за резултата, които биха могли да изключат връзката.
Прост пример е „петелът кукурига непосредствено преди изгрева на слънцето; следователно петелът предизвиква изгрева на слънцето”.

## Модел
Видът на грешката post hoc се изразява по следния начин:
- А се е случило, след което се е случило Б.
- Следователно А е причинило Б.

Когато Б е нежелателно, този модел често се комбинира с формалната грешка за отричане на предшестващото събитие, като се приема, че логическата противоположност е валидна: Избягването на А ще предотврати Б.

## Примери
- Наемател се нанася в апартамент и пещта в сградата се поврежда. Управителят обвинява наемателя за повредата. Едното събитие просто е последвало другото, без да е налице причинно-следствена връзка.
- Бразилският футболист Пеле обвинява за влошаване на представянето си, това че е подарил на фен специфична фланелка за игра. Играта му се възстановила, след като получил от приятел това, за което му казал, че е въпросната фланелка, въпреки че всъщност това била същата фланелка, която носел по време на слабото си представяне.
- Съобщаване на случайни нежелани събития, свързани с ваксини, при които хората имат здравословни оплаквания след ваксинация и предполагат, че те са причинени от ваксинацията.[5]